# Голова Ради Міністрів СРСР
Голова (Ради Народних Комісарів) Ради Міністрів СРСР — глава уряду Радянського Союзу, які у 1923—1946 називались Головами Ради Народних Комісарів й у 1946—1991 — Головами Ради Міністрів СРСР. Лише кілька місяців у 1991 році посада глави уряду, яку тоді посідав В. С. Павлов, офіційно називалась «Прем'єр-міністр СРСР» (а уряд відповідно — «Кабінетом Міністрів СРСР»). Упродовж кількох місяців між провалом серпневого путчу й розпадом СРСР діяв Комітет з оперативного управління народним господарством СРСР.
Керівники органів виконавчої влади СРСР обов'язково входили до Політбюро ЦК партії, головували на засіданнях Політбюро (цю традицію порушив тільки М. С. Хрущов у середині 1950-их, після скинення Маленкова).
Фактична державна влада зосереджувалась в руках Генерального секретаря ЦК ВКП(б)/КПРС (у 1953—1966 — Перший секретар ЦК КПРС). Деякі керівники Радянського Союзу (Микита Хрущов) суміщали ці пости.
Жовтневий (1964) Пленум ЦК КПРС, що усунув Хрущова з усіх постів, постановив, що надалі суміщати пост Голови РМ з постом Першого секретаря ЦК партії недоцільно, оскільки це призводить до надто сильної концентрації влади в одних руках.
У другій половині 1960-их пост утратив колишнє значення.
6 липня 1923 — 15 березня 1946: Голова Ради Народних Комісарів СРСР 

15 березня 1946 — 14 січня 1991: Голова Ради Міністрів СРСР 

14 січня 1991 — 5 вересня 1991: Прем'єр-міністр СРСР 

5 вересня 1991 — 20 вересня 1991: Голова Комітету з оперативного управління народним господарством СРСР 

20 вересня 1991 — 14 листопада 1991: Голова Міжреспубліканського економічного комітету СРСР 

14 листопада 1991 — 26 грудня 1991: Голова Міждержавного економічного комітету СРСР — прем'єр-міністр Економічної спільноти

## Список
Керівники уряду Радянського Союзу
| №                                                                                              | Глава уряду                         |                                     | На посаді                           | На посаді                           | Партія                              |
| Голови Ради Народних Комісарів СРСР                                                            | Голови Ради Народних Комісарів СРСР | Голови Ради Народних Комісарів СРСР | Голови Ради Народних Комісарів СРСР | Голови Ради Народних Комісарів СРСР | Голови Ради Народних Комісарів СРСР |
| ---------------------------------------------------------------------------------------------- | ----------------------------------- | ----------------------------------- | ----------------------------------- | ----------------------------------- | ----------------------------------- |
| 1                                                                                              | Володимир Ілліч Ленін               |                                     | 3 липня 1923                        | 21 січня 1924                       | РКП(б)                              |
| 2                                                                                              | Олексій Іванович Риков              |                                     | 2 лютого 1924                       | 19 грудня 1930                      | РКП(б) / ВКП(б)                     |
| 3                                                                                              | В'ячеслав Михайлович Молотов        |                                     | 19 грудня 1930                      | 6 травня 1941                       | ВКП(б)                              |
| 4                                                                                              | Йосип Віссаріонович Сталін          |                                     | 6 березня 1941                      | 15 березня 1946                     | ВКП(б)                              |
| Голови Ради Міністрів СРСР                                                                     |                                     |                                     |                                     |                                     |                                     |
| 4                                                                                              | Йосип Віссаріонович Сталін          |                                     | 15 березня 1946                     | 5 березня 1953                      | ВКП(б) / КПРС                       |
| 5                                                                                              | Георгій Максиміліанович Маленков    |                                     | 5 березня 1953                      | 8 лютого 1955                       | КПРС                                |
| 6                                                                                              | Микола Олександрович Булганін       |                                     | 8 лютого 1955                       | 27 березня 1958                     | КПРС                                |
| 7                                                                                              | Микита Сергійович Хрущов            |                                     | 27 березня 1958                     | 14 жовтня 1964                      | КПРС                                |
| 8                                                                                              | Олексій Миколайович Косигін         |                                     | 15 жовтня 1964                      | 23 жовтня 1980                      | КПРС                                |
| 9                                                                                              | Микола Олександрович Тихонов        |                                     | 23 жовтня 1980                      | 27 вересня 1985                     | КПРС                                |
| 10                                                                                             | Микола Іванович Рижков              |                                     | 27 вересня 1985                     | 19 січня 1991                       | КПРС                                |
| Прем'єр-міністри СРСР                                                                          |                                     |                                     |                                     |                                     |                                     |
| 11                                                                                             | Валентин Сергійович Павлов          |                                     | 19 січня 1991                       | 22 серпня 1991                      | КПРС                                |
| Голови Комітету з оперативного управління народним господарством СРСР                          |                                     |                                     |                                     |                                     |                                     |
| 12                                                                                             | Іван Степанович Сілаєв              |                                     | 6 вересня 1991                      | 20 вересня 1991                     | безпартійний                        |
| Голови Міжреспубліканського економічного комітету СРСР                                         |                                     |                                     |                                     |                                     |                                     |
| 12                                                                                             | Іван Степанович Сілаєв              |                                     | 20 вересня 1991                     | 14 листопада 1991                   | безпартійний                        |
| Голови Міждержавного економічного комітету СРСР — Прем'єр-міністри Економічного співтовариства |                                     |                                     |                                     |                                     |                                     |
| 12                                                                                             | Іван Степанович Сілаєв              |                                     | 14 листопада 1991                   | 26 грудня 1991                      | безпартійний                        |